# مؤتمر الرياض (2015)
مؤتمر الرياض هو مؤتمر سياسي يمني انعقد في الفترة 17 - 19 مايو 2015  في العاصمة السعودية الرياض بين الأطراف السياسية اليمنية المختلفة، تحت شعار «انقاذ اليمن وبناء الدولة الإتحادية». وجاء انعقادة في ظل أحداث الحرب الأهلية اليمنية والعمليات العسكرية ضد الحوثيين التي تقودها المملكة العربية السعودية.
ويهدف المؤتمر إلى استعادة الدولة اليمنية وتنفيذ مخرجات الحوار، وقال رئيس اللجنة التحضيرية للحوار أن مرجعية الحوار هي المبادرة الخليجية وقرار مجلس الأمن التابع للأمم المتحدة رقم 2216 الصادر تحت البند السابع".
وفي ختام المؤتمر أعلن عن وثيقة الرياض، التي تبنت رؤية «لاستعادة الدولة وإعادة ترتيب علاقتها الإقليمية والدولية وبناء دولة اتحادية ديمقراطية، وتحقيق الأمن الإقليمي وتفاعله الإيجابي مع بقية أعضاء الأسرة الدولية».

## خلفية
توصل مؤتمر الحوار الوطني اليمني الشامل الذي عقد لمدة عشر أشهر، إلى قيام دولة فدرالية من ستة أقاليم، وهو ما رفضه الحوثيون فقاموا باجتياح صنعاء في 21 سبتمبر،  ووقعت اتفاقية السلم والشراكة الوطنية برعاية جمال بنعمر قضت بتشكيل حكومة جديدة بقيادة خالد بحاح، وبتعيين مستشارين من الحوثيين والحراك الجنوبي لرئيس الجمهورية.
وفي 17 يناير 2015 إختطف الحوثيين مدير مكتب رئيس الجمهورية أحمد عوض بن مبارك متهمينه بالفساد المالي والإداري وتمرير «مسودة الدستور» دون توافق على مسألة شكل الدولة المتعلقة بالأقاليم. وهاجموا منزل الرئيس هادي في 19 يناير 2015 وحاصروا القصر الجمهوري الذي يقيم فيه رئيس الوزراء،  وطلب الحوثيين تعيين العشرات من أنصارهم في مناصب قيادية وعسكرية أهمها تعيين نائباً للرئيس من الحوثيين. فقدم الرئيس هادي ورئيس الوزراء خالد بحاح إستقالاتهم، وهو ما اعتبره زعيم الحوثيين مؤامرة،  ففرضوا إقامة جبرية عليهم،  ولم يعقد البرلمان جلسة لقبول الاستقالة أو رفضها.
تدخل مندوب الأمم المتحدة جمال بنعمر، لإجراء حوار سياسي ومفاوضات بين الحوثيين والأحزاب السياسية لمحاولة التوصل إلى حل توافقي على شكل الدولة ورئاستها. وبعد مفاوضات لم تنال رضى الحوثيون، قاموا بإعلان دستوري " في 6 فبراير، قضى بحل البرلمان،  وتمكين "اللجنة الثورية" بقيادة محمد علي الحوثي لقيادة البلاد.
في 9 فبراير 2015 أعلن جمال بنعمر عن العودة إلى طاولة المفاوضات من جديد، وطالب مجلس الأمن في 16 فبراير الحوثيين بتحمل مسؤولية تصرفاتهم والتوقف عن استعمال العنف لتحقيق أهدافهم والإفراج عن عبد ربه منصور هادي والعودة إلى عملية سياسية مقيدة بخط زمني محدد وواضح.
تمكن هادي من الفرار إلى عدن في 21 فبراير 2015، ومنها تراجع عن إستقالته في رساله وجهها للبرلمان،  ودعى لاستئناف «الحوار» في أي من عدن أو تعز، والمدن خارج سيطرة الحوثيون. ورفض كل من الحوثيين والمؤتمر الشعبي العام الذي يرأسه علي عبد الله صالح تراجع هادي عن الاستقالة،  أو نقل الحوار خارج صنعاء، وتقدم هادي في 8 مارس بطلب إلى السعودية يطلب منها عقد مؤتمر للحوار في الرياض تحت مظلة مجلس التعاون الخليجي. وأعلنت السعودية، ترحيب دول مجلس التعاون الخليجي بعقد مؤتمر تحضره كافة الأطياف السياسية اليمنية المعنية بالمحافظة على أمن اليمن واستقراره، تحت مظلة مجلس التعاون الخليجي في العاصمة السعودية الرياض «للخروج باليمن من المأزق إلى بر الأمان بما يكفل عودة الأمور إلى نصابها». وفي 21 مارس خلص اجتماع خليجي عالي المستوى شهدته الرياض، إلى دعوة من مجلس التعاون لسرعة انعقاد الحوار اليمني، 

## أهداف المؤتمر
يهدف المؤتمر إلى:
1. المحافظة على أمن واستقرار اليمن، وفي إطار التمسك بالشرعية ورفض الانقلاب عليها، وعدم التعامل مع ما يسمى بالإعلان الدستوري ورفض شرعنته.
2. إعادة الأسلحة والمعدات العسكرية إلى الدولة.
3. عودة الدولة لبسط سلطتها على كافة الأراضي اليمنية.
4. الخروج باليمن من المأزق إلى بر الأمان بما يكفل عودة الأمور إلى نصابها
5. استئناف العملية السياسية وفقاً للمبادرة الخليجية وآليتها التنفيذية ومخرجات الحوار الوطني.

## المشاركين
أعلن عبد العزيز جباري رئيس اللجنة التحضيرية لمؤتمر الحوار اليمني في الرياض أن عدد المشاركين بالمؤتمر 401 شخصية سياسية، بينهم ممثلين عن حزب الرئيس السابق علي عبد الله صالح والحراك الجنوبي وممثلون عن «المقاومة الشعبية»، وأوضح جباري أن جماعة الحوثيين لن تشارك في المؤتمر.
وكان حزب التجمع اليمني للإصلاح قد أعلن مسبقاً موافقته على المشاركة في حوار الرياض وسيمثل برئيسه محمد اليدومي والأمين العام عبد الوهاب الآنسي ويتوقع مشاركة العديد من قادة حزب المؤتمر الشعبي العام في المؤتمر الذي كانوا قد أعلنوا تأييدهم للعمليات العسكرية ضد الحوثيون والقوات العسكرية المؤيده لعلي عبد الله صالح، ومنهم أحمد عبيد بن دغر النائب الأول لرئيس الحزب وسلطان البركاني الأمين العام المساعد والشيخ محمد بن ناجي الشائف.
وسيشهد المؤتمر مشاركة ممثلين للحراك الجنوبي على رأسهم حيدر أبوبكر العطاس رئيس الوزراء الأسبق، ويشارك من الحزب الاشتراكي اليمني الأمين العام السابق له ياسين سعيد نعمان. وكذلك ممثلين عن التنظيم الوحدوي الشعبي الناصري وحزب اتحاد الرشاد وحزب العدالة والبناء.

## ردود الفعل

### دولية
- منظمة التعاون الإسلامي: أعرب الأمين العام لمنظمة التعاون الإسلامي إياد بن أمين مدني، عن دعم المنظمة لعقد مؤتمر الحوار الوطني اليمني تحت مظلة مجلس التعاون الخليجي في مدينة الرياض، داعياً الأطراف اليمنية للمشاركة في هذا المؤتمر من أجل إيجاد تسوية سياسية وتجنيب اليمن المخاطر.[22]

## نتائج المؤتمر
في ختام المؤتمر أعلن عن وثيقة الرياض، التي تبنت رؤية «لاستعادة الدولة وإعادة ترتيب علاقتها الإقليمية والدولية على نحو يلبي طموح الشعب في بناء دولة اتحادية ديمقراطية حديثة تنشد العدالة وتقوم على المواطنة المتساوية بكل أبناء الشعب، وتعزز من دور اليمن في محيطه الخليجي والعربي، وتحقيق الأمن الإقليمي وتفاعله الإيجابي مع بقية أعضاء الأسرة الدولية».